# 6-Stunden-Rennen von Fuji 2013

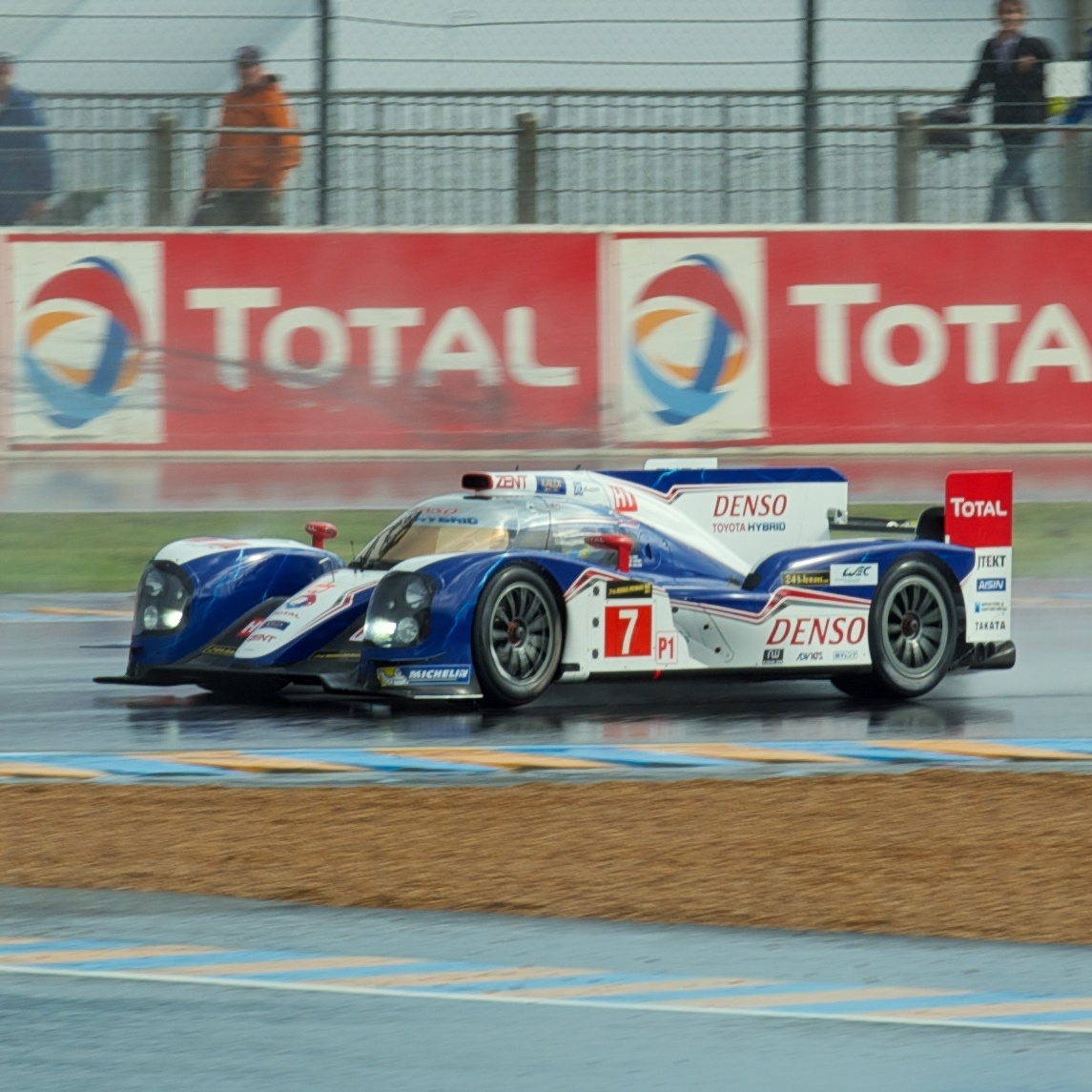
Toyota TS030 Hybrid mit der Startnummer 7; Siegerwagen von Alexander Wurz, Nicolas Lapierre und Kazuki Nakajima

Das 6-Stunden-Rennen von Fuji 2013, auch WEC 6 Hours of Fuji 2013, fand am 20. Oktober auf dem Fuji Speedway statt und war der sechste Wertungslauf der FIA-Langstrecken-Weltmeisterschaft dieses Jahres.

## Das Rennen
Schlechtes Wetter beendete die seit Saisonbeginn dauernde Siegesserie Audi Sport Team Joest, dem fünf Gesamtsiege in Folge gelangen. Der starke Regen machte einen Start hinter dem Safety-Car notwendig, dem das gesamte Feld acht Runden lang folgte. Dann unterbrach die Rennleitung das Rennen für zwei Stunden. Der zweite Start erfolgte wieder hinter dem Safety-Car das erneut acht Runden auf der Bahn blieb, ehe das Rennen endgültig abgebrochen wurde. Zu diesem Zeitpunkt lag der Toyota TS030 Hybrid von Alexander Wurz, Nicolas Lapierre und Kazuki Nakajima in Führung und gewann das 6-Stunden-Rennen, da der aus der Pole-Position gestartete Audi R18 e-tron quattro von André Lotterer, Marcel Fässler und Benoît Tréluyer in der Runde davor zum Nachtanken an die Boxen kam.

## Ergebnisse

### Schlussklassement
| Pos. | Klasse    | Nr. | Team                    | Fahrer                                             | Fahrzeug                  | Runden |
| ---- | --------- | --- | ----------------------- | -------------------------------------------------- | ------------------------- | ------ |
| 1    | LMP1      | 7   | Toyota Racing           | Alexander Wurz Nicolas Lapierre Kazuki Nakajima    | Toyota TS030 Hybrid       | 16     |
| 2    | LMP1      | 2   | Audi Sport Team Joest   | Loïc Duval Tom Kristensen Allan McNish             | Audi R18 e-tron quattro   | 16     |
| 3    | LMP1      | 12  | Rebellion Racing        | Andrea Belicchi Mathias Beche                      | Lola B12/60               | 16     |
| 4    | LMP2      | 35  | OAK Racing              | Bertrand Baguette Martin Plowman Ricardo González  | Morgan LMP2               | 16     |
| 5    | LMP2      | 26  | G-Drive Racing          | Roman Russinow John Martin Mike Conway             | Oreca 03                  | 16     |
| 6    | LMP2      | 27  | Gainer International    | Katsuyuki Hiranaka Masayuki Ueda Björn Wirdheim    | Zytek Z11SN               | 16     |
| 7    | LMP2      | 24  | OAK Racing              | Olivier Pla Alex Brundle David Heinemeier Hansson  | Morgan LMP2               | 16     |
| 8    | LMP2      | 25  | Delta-ADR               | Tor Graves James Walker Shinji Nakano              | Oreca 03                  | 16     |
| 9    | LMP2      | 47  | KCMG                    | Hiroshi Koizumi Tsugio Matsuda Richard Bradley     | Morgan LMP2               | 16     |
| 10   | LMP2      | 49  | Pecom Racing            | Luís Pérez Companc Pierre Kaffer Nicolas Minassian | Oreca 03                  | 16     |
| 11   | LMP2      | 32  | Lotus                   | Thomas Holzer Dominik Kraihamer Jan Charouz        | Lotus T128                | 16     |
| 12   | LMP2      | 45  | OAK Racing              | Jacques Nicolet Keiko Ihara                        | Morgan LMP2               | 16     |
| 13   | LMGTE-Pro | 97  | Aston Martin Racing     | Darren Turner Stefan Mücke Frédéric Makowiecki     | Aston Martin Vantage GTE  | 16     |
| 14   | LMGTE-Pro | 51  | AF Corse                | Gianmaria Bruni Giancarlo Fisichella               | Ferrari 458 Italia GT2    | 16     |
| 15   | LMGTE-Pro | 91  | Porsche AG Team Manthey | Jörg Bergmeister Patrick Pilet                     | Porsche 911 RSR           | 16     |
| 16   | LMGTE-Pro | 92  | Porsche AG Team Manthey | Marc Lieb Richard Lietz                            | Porsche 911 RSR           | 16     |
| 17   | LMGTE-Am  | 95  | Aston Martin Racing     | Kristian Poulsen Christoffer Nygaard Bruno Senna   | Aston Martin Vantage GTE  | 16     |
| 18   | LMGTE-Am  | 96  | Aston Martin Racing     | Jamie Campbell-Walter Stuart Hall Jonny Adam       | Aston Martin Vantage GTE  | 16     |
| 19   | LMGTE-Am  | 88  | Proton Competition      | Christian Ried Gianluca Roda Paolo Ruberti         | Porsche 997 GT3-RSR       | 16     |
| 20   | LMGTE-Am  | 81  | 8 Stars Motorsports     | Vicente Potolicchio Rui Águas Davide Rigon         | Ferrari 458 Italia GT2    | 16     |
| 21   | LMGTE-Pro | 71  | AF Corse                | Kamui Kobayashi Toni Vilander                      | Ferrari 458 Italia GT2    | 16     |
| 22   | LMGTE-Am  | 76  | IMSA Performance Matmut | Raymond Narac Jean Karl Vernay Markus Palttala     | Porsche 997 GT3-RSR       | 16     |
| 23   | LMP2      | 31  | Lotus                   | Kevin Weeda Vitantonio Liuzzi James Rossiter       | Lotus 128                 | 16     |
| 24   | LMGTE-Am  | 57  | Krohn Racing            | Tracy Krohn Niclas Jönsson Maurizio Mediani        | Ferrari 458 Italia GT2    | 16     |
| 25   | LMGTE-Am  | 61  | AF Corse                | Jack Gerber Matt Griffin Marco Cioci               | Ferrari 458 Italia GT2    | 16     |
| 26   | LMP1      | 1   | Audi Sport Team Joest   | André Lotterer Marcel Fässler Benoît Tréluyer      | Audi R18 e-tron quattro   | 15     |
| 27   | LMP1      | 8   | Toyota Racing           | Anthony Davidson Stéphane Sarrazin Sébastien Buemi | Toyota TS030 Hybrid       | 15     |
| 28   | LMGTE-Pro | 99  | Aston Martin Racing     | Pedro Lamy Richie Stanaway                         | Aston Martin Vantage GTE  | 15     |
| 29   | LMGTE-Am  | 50  | Larbre Compétition      | Patrick Bornhauser Julien Canal Fernando Rees      | Chevrolet Corvette C6-ZR1 | 14     |

### Nur in der Meldeliste
Zu diesem Rennen sind keine weiteren Meldungen bekannt.

### Klassensieger
| Klasse    | Fahrer            | Fahrer              | Fahrer              | Fahrzeug                 | Platzierung im Gesamtklassement |
| --------- | ----------------- | ------------------- | ------------------- | ------------------------ | ------------------------------- |
| LMP1      | Alexander Wurz    | Nicolas Lapierre    | Kazuki Nakajima     | Toyota TS030 Hybrid      | Gesamtsieg                      |
| LMP2      | Bertrand Baguette | Martin Plowman      | Ricardo González    | Morgan LMP2              | Rang 4                          |
| LMGTE-Pro | Darren Turner     | Stefan Mücke        | Frédéric Makowiecki | Aston Martin Vantage GTE | Rang 13                         |
| LMGTE-Am  | Kristian Poulsen  | Christoffer Nygaard | Bruno Senna         | Aston Martin Vantage GTE | Rang 17                         |

### Renndaten
- Gemeldet: 29
- Gestartet: 29
- Gewertet: 29
- Rennklassen: 4
- Zuschauer: 23.700
- Wetter am Rennwochenende: starker Regen
- Streckenlänge: 4,563 km
- Fahrzeit des Siegerteams: 2:56:05,785 Stunden
- Runden des Siegerteams: 16
- Distanz des Siegerteams: 73,000 km
- Siegerschnitt: 24,900 km/h
- Pole Position: André Lotterer – Audi R18 e-tron quattro (#1) – 1:26,235
- Schnellste Rennrunde: André Lotterer – Audi R18 e-tron quattro (#1) – 2:04,095 = 132,400 km/h
- Rennserie: 6. Lauf zur FIA-Langstrecken-Weltmeisterschaft 2013